# Modelos de generación
Los modelos de generación contemplaban inicialmente una función de ahorro, una función de progreso técnico y una función de inversión. Una racionalización de las condiciones estableció posteriormente, una función de producción, una función de progreso técnico y una función de empleo. Las máquinas quedan reemplazadas cuando el producto generado iguala al coste de la máquina. A este período se le denomina período de amortización. El modelo supone una plena utilización de la maquinaria donde el salario del sector es igual al producto marginal del trabajo. El modelo de generación es más complejo que el modelo neoclásico de crecimiento pero puede reducirse al mismo. 
El modelo tiene solución única exponencial. La tasa de beneficio, capital y producto crecen a una tasa constante. La tasa de progreso técnico y la tasa de aumento de la población determinan una tasa natural de crecimiento. La distribución de la renta permanece constante. Las máquinas creadas son cada vez más eficientes. El modelo, en ciertos casos, adopta la función de producción Cobb-Douglas que acepta el progreso técnico neutral de Harrod y el progreso técnico neutral de Solow. Cada cambio generacional libera trabajo al sistema.

## Condiciones de equilibrio
En el caso de permitir la sustitución factorial, las condiciones de equilibrio son las siguientes
| {\displaystyle \ Y=K^{c}L^{1-c}}         |
| {\displaystyle \ I=p{\frac {dK}{dt}}=sY} |
| {\displaystyle \ L=L_{0}e^{nt}}          |

Y es la producción

K es la cantidad de capital

L es la cantidad de trabajo

I es la inversión

dK/dt es la variación del capital en el tiempo

s es la propensión marginal al ahorro

L es la cantidad demandada de trabajo

La primera condición es la función de producción. La segunda introduce la función de progreso técnico en la igualdad de ahorro inversión keynesiana. La tercera condición establece la tasa de crecimiento de la fuerza laboral. La inversión es siempre el número de máquinas nuevas.La diferencia con el modelo neoclásico se encuentra en la función de progreso tecnológico p=p(t).

A partir de la segunda expresión
| {\displaystyle \ {\frac {dK}{dt}}={\frac {sY}{p}}={\frac {sK^{c}L^{1-c}}{p}}} |

Aplicando la tercera condición de equilibrio
| {\displaystyle \ {\frac {dK}{dt}}={\frac {sK^{c}(L_{0}e^{nt})^{1-c}}{p}}} |

Separando la expresión exponencial
| {\displaystyle \ {\frac {dK}{dt}}={\frac {sK^{c}L_{0}^{1-c}e^{nt(1-c)}}{p}}} |

Esta expresión determina que el progreso tecnológico disminuye la cantidad de capital utilizado en el sistema productivo.